# Stephan Lichtsteiner
Stephan Lichtsteiner (Adligenswil, Suïssa, 16 de gener de 1984) és un exfutbolista professional suís que va ser internacional amb la selecció suïssa. Lateral dret, era conegut per les seves potents pujades per la banda, que li han fet guanyar els renoms de "Forrest Gump" i de "L'Exprès suís".
El 6 de juny de 2015 formà part de l'equip titular de la Juventus que va perdre la final de la Lliga de Campions 2015, a l'Estadi Olímpic de Berlín per 1 a 3, contra el FC Barcelona.

## Palmarès
Grasshoppers
- 1 Lliga suïssa: 2002-03.

SS Lazio
- 1 Copa Itàlia: 2008-09.
- 1 Supercopa italiana: 2009.

Juventus FC
- 7 Serie A: 2011-12, 2012-13, 2013-14, 2014-15, 2015-16, 2016-17, 2017-18.
- 4 Copa Itàlia: 2014-15, 2015-16, 2016-17, 2017-18.
- 3 Supercopa Itàlia: 2012, 2013, 2015.